# Amaury Pasos
Amaury Antônio Pasos, né le 11 décembre 1935 à São Paulo (Brésil) et mort dans la même ville le 12 décembre 2024, est un joueur brésilien de basket-ball d'origine argentine, il est deux fois champion du monde : en 1959 et 1963.

## Biographie
Amaury Pasos joue dans les clubs de Clube de Regatas Tietê (1949-1961), C.R. Sírio (1962-1965) et Corinthians (1966-1972). Il a remporté le championnat du Brésil en 1966 et 1969 et la ligue de São Paulo en 1966, 1968 et 1969.
Pasos est considéré comme l'un des meilleurs joueurs de basket-ball brésiliens de l'histoire. En équipe nationale, il joue aux côtés de Wlamir Marques, Algodão et Rosa Branca.
Avec l'équipe nationale du Brésil, il remporte le championnat du monde 1959 et 1963. 
Il gagne également une médaille d'argent en 1954 et une médaille de bronze en 1967. 
Il gagne également deux médailles de bronze aux Jeux olympiques 1960 et 1964, une médaille d'argent aux Jeux panaméricains de 1963 et une médaille de bronze aux Jeux panaméricains de 1955. 
Il est intronisé au FIBA Hall of Fame en 2007.

## Palmarès
- 3e des Jeux olympiques 1960
- 3e des Jeux olympiques 1964
- Finaliste du championnat du monde 1954
- Champion du monde 1959
- Champion du monde 1963
- Troisième des Jeux panaméricains de 1955
- Finaliste des Jeux panaméricains de 1963

### Note
- (en) Cet article est partiellement ou en totalité issu de l’article de Wikipédia en anglais intitulé « Amaury Pasos » (voir la liste des auteurs).